# Mario Valducci
Mario Valducci (Milano, 23 marzo 1959) è un ex politico e imprenditore italiano.

## Biografia
Nel 1979 si diploma presso Liceo Scientifico Alessandro Volta di Milano e nel 1984 si laurea in economia aziendale e marketing all'Università Bocconi di Milano.
Di professione commercialista, ha lavorato dal 1983 al 1987 come revisore contabile in Price Waterhouse Cooper e dal 1987 al dicembre 1990 in Fininvest, fino a ricoprire il ruolo di direttore revisione interna operativa per il gruppo.
Dal dicembre 1990 fino al settembre 1993 è stato direttore Merger & Acquisition e Franchising di Standa. Nel settembre del 1993 ha fondato, con Gianni Pilo, la Diakron Spa, società specializzata in sondaggi e marketing politico.
È tra i protagonisti della fondazione di Forza Italia il 18 gennaio 1994. Terminata l'esperienza politica nel marzo del 2013 è tornato alla professione di commercialista e in svariate società.
In luglio 2013 viene nominato componente dell'Autorità di regolazione dei trasporti.
Da luglio 2024 è presidente di Invimit, società di gestione del risparmio interamente controllata dal Ministero dell'economia e delle finanze.

### Vita privata
È sposato con Annalisa Bruchi, giornalista Rai.

### Politica
Nelle liste di Forza Italia entra come deputato nella dodicesima legislatura (1994) e confermato in quelle successive (XIII, XIV, XV, XVI), sempre in Lombardia I.
Nella XII legislatura è stato membro della VI Commissione Finanze. Nella XIII legislatura è stato vice presidente della Commissione per le Questioni Regionali e componente della I Commissione Affari Costituzionali. Nella XIV legislatura è stato Sottosegretario al Ministero delle Attività Produttive e componente della X Commissione Attività Produttive nei governi Berlusconi II e III (dal 12 giugno 2001 al 27 aprile 2006). Nella XV legislatura è stato componente della X Commissione Attività Produttive. Nella XVI legislatura è, dal 22 maggio 2008, Presidente della IX Commissione Trasporti Poste e Telecomunicazioni.
Nel partito ha assunto incarichi dirigenziali: sino al 1995 è stato segretario amministrativo, e successivamente lascia l'incarico per divenire, per due anni, vicecoordinatore nazionale di Forza Italia assieme a Giuliano Urbani. Successivamente diviene responsabile enti locali del partito, e dal 2009 responsabile vicario enti locali del Popolo della Libertà.

### Insegnamento
Nel 2002 è professore a contratto di Scienza delle finanze e Diritto tributario presso Luiss Guido Carli di Roma.
Nell'anno accademico 2004-2005 è professore a contratto di ragioneria generale applicata presso l’Università degli studi di Cassino.

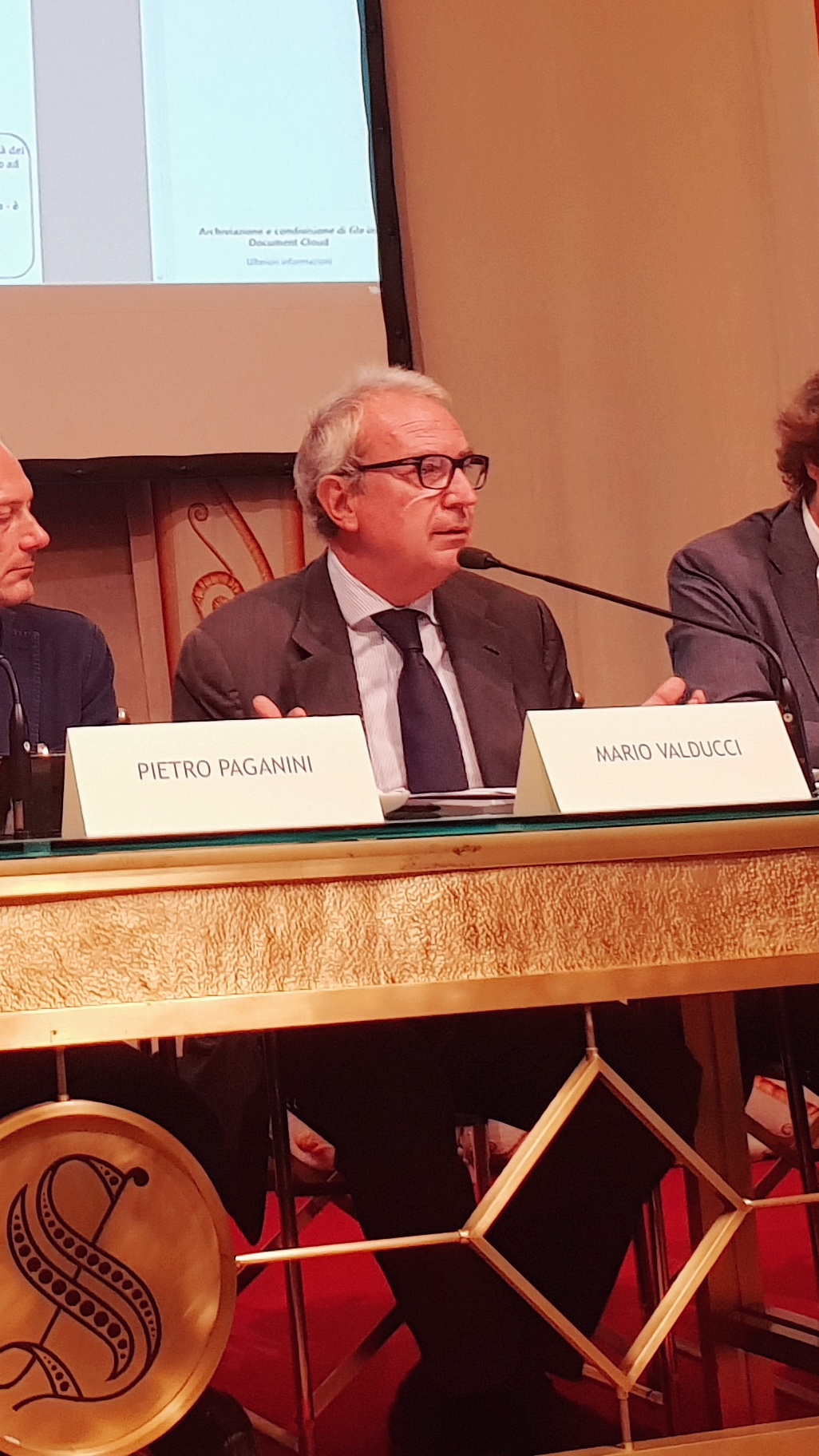
Mario Valducci nel 2018.